# بطولة إفريقيا تحت 20 سنة لكرة القدم 2015
بطولة أفريقيا تحت 20 سنة لكرة القدم 2015 هي النسخة العشرون من البطولة الأفريقية للاعبين تحت 20 سنة لكرة القدم. وكانت البطولة في السنغال. على أن يتأهل الفرق الأربعة التي بلغت نصف النهائي إلى كأس العالم تحت 20 سنة لكرة القدم 2015

## التصفيات
أقيمت الأدوار التأهيلية في أبريل 2014 وانتهت في أغسطس 2014. وتأهلت سبعة منتخبات إلى البطولة.

### المنتخبات المتأهلة
| - السنغال (المستضيف) - الكونغو - غانا - ساحل العاج | - مالي - نيجيريا - جنوب إفريقيا - زامبيا |

## القرعة
أقيمت قرعة البطولة يوم 21 ديسمبر 2014 بالقاهرة مصر.

## الملاعب
| الملاعب                    | المدن | السعة  |
| -------------------------- | ----- | ------ |
| ملعب ليوبولد سيدار سينغهور | داكار | 60,000 |
| ملعب إمبور البلدي          | إمبور | 5,000  |

## الحكام
الحكام الرئيسيون
| - جوشوا بوندو - جوست أفرام زيو - تييري نكورونزيزا - أوريليان جينكو واندجي - إبراهيم نور الدين | - بيانفوني سينكو - ديفيز أوجنشي أومينو - محمد رجب عمر - محمدو كيتا | - رضوان جيد - داوودا - حاجي يابرو - معتز عبد الباسط خير الله |

الحكام المساعدون
| - غوراري مقران - إلفيس إنجوجو - عيسى يايا - أوليفييه سفاري - برهي أومايكل | - كيندي موسي - دافيد - صديقي سيديبي - عبد الرحمن وار - أبيل بابا | - أباباكار سيني - هنسلي داني بيتروس - موثيبيدي ستيفنز كومالو - فوزي الجريدي - مارك سونكو |

## القوائم
يشكل كل منتخب قائمة من 21 لاعب تشارك في مباريات البطولة، وثلاثة منهم لا بد أن يكونوا حراس مرمى.

## دور المجموعات

### المجموعة الأولى
| المنتخب    | لعب | فوز | تعادل | خسر | له | عليه | فرق | النقاط | التصفيات                            |
| ---------- | --- | --- | ----- | --- | -- | ---- | --- | ------ | ----------------------------------- |
| نيجيريا    | 3   | 2   | 1     | 0   | 9  | 4    | +5  | 7      | مرحلة خروج المغلوب وكأس العالم 2015 |
| السنغال    | 3   | 1   | 1     | 1   | 7  | 8    | −1  | 4      | مرحلة خروج المغلوب وكأس العالم 2015 |
| ساحل العاج | 3   | 0   | 3     | 0   | 5  | 5    | 0   | 3      |                                     |
| الكونغو    | 3   | 0   | 1     | 2   | 5  | 9    | −4  | 1      |                                     |

| السنغال | 1–3 | نيجيريا                    |
| ------- | --- | -------------------------- |
| سار 27' |     | أيونيي 9'، 12' · ماثيو 44' |

| الكونغو     | 1–1 | ساحل العاج |
| ----------- | --- | ---------- |
| جانفولا 76' |     | ميتي 37'   |

| نيجيريا                                                    | 4–1 | الكونغو     |
| ---------------------------------------------------------- | --- | ----------- |
| ماثيو 5' · موسى محمد 35' (ركلة.)، 54' (ركلة.) · أيونيي 87' |     | جانفولا 63' |

| ساحل العاج              | 2–2 | السنغال        |
| ----------------------- | --- | -------------- |
| أنغبان 9' · بيديا 90+2' |     | وادجي 51'، 55' |

| السنغال                                | 4–3 | الكونغو                              |
| -------------------------------------- | --- | ------------------------------------ |
| نيانغ 15' · وادجي 37' · سار 88'، 90+3' |     | نكونكو 21' · جانفولا 56' · بكاكي 66' |

| نيجيريا                              | 2–2 | ساحل العاج            |
| ------------------------------------ | --- | --------------------- |
| بياجبارا 27' · موسى محمد 69' (ركلة.) |     | نياجبو 5' · بيديا 33' |

### المجموعة الثانية
| المنتخب      | لعب | فوز | تعادل | خسر | له | عليه | فرق | النقاط | التأهل                                    |
| ------------ | --- | --- | ----- | --- | -- | ---- | --- | ------ | ----------------------------------------- |
| مالي         | 3   | 3   | 0     | 0   | 4  | 1    | +3  | 9      | مرحلة خروج المغلوب وبطولة كأس العالم 2015 |
| غانا         | 3   | 2   | 0     | 1   | 4  | 2    | +2  | 6      | مرحلة خروج المغلوب وبطولة كأس العالم 2015 |
| جنوب إفريقيا | 3   | 1   | 0     | 2   | 6  | 6    | 0   | 3      |                                           |
| زامبيا       | 3   | 0   | 0     | 3   | 3  | 8    | −5  | 0      |                                           |

| غانا                           | 2–0 | جنوب إفريقيا |
| ------------------------------ | --- | ------------ |
| ماسييا 8' (ه.ذ.) · بنجامين 44' |     |              |

| مالي      | 1–0 | زامبيا |
| --------- | --- | ------ |
| ديالو 75' |     |        |

| جنوب إفريقيا        | 1–2 | مالي            |
| ------------------- | --- | --------------- |
| ماديسها 72' (ركلة.) |     | تراوري 78'، 86' |

| زامبيا  | 1–2 | غانا                   |
| ------- | --- | ---------------------- |
| داكا 2' |     | أتوبراه 27' · أفول 85' |

| غانا | 0–1 | مالي      |
| ---- | --- | --------- |
|      |     | ديارا 18' |

| جنوب إفريقيا                         | 5–2 | زامبيا                       |
| ------------------------------------ | --- | ---------------------------- |
| زوما 22'، 63' · ساندوس 57'، 66'، 87' |     | سيريبا 30' (ه.ذ.) · زولو 90' |

## مرحلة خروج المغلوب
{{
|  | نصف النهائي | نصف النهائي |   |         | النهائي       | النهائي |  |
|  |             |             |   |         |               |         |  |
|  | 18 مارس     |             |   |         |               |         |  |
|  | نيجيريا     | 2           |   |         |               |         |  |
|  | غانا        | 0           |   |         |               |         |  |
|  |             |             |   |         |               |         |  |
|  |             |             |   |         | 22 مارس       |         |  |
|  |             |             |   |         | نيجيريا       | 1       |  |
|  |             | السنغال     | 0 |         |               |         |  |
|  |             |             |   |         |               |         |  |
|  |             |             |   |         |               |         |  |
|  |             |             |   |         | المركز الثالث |         |  |
|  | 19 مارس     | 19 مارس     |   | 22 مارس | 22 مارس       |         |  |
|  | مالي        | 1           |   | غانا    | 3             |         |  |
|  | السنغال     | 2           |   |         | مالي          | 1       |  |

### نصف النهائي
| نيجيريا                       | 2–0 | غانا |
| ----------------------------- | --- | ---- |
| نوبودو 23' · محمد 72' (ركلة.) |     |      |

| مالي     | 1–2 | السنغال       |
| -------- | --- | ------------- |
| ديالو 4' |     | كونيه 1'، 81' |

### مباراة المركز الثالث
| غانا                        | 3–1 | مالي      |
| --------------------------- | --- | --------- |
| يبواه 24'، 66' · أبواغي 71' |     | توريه 85' |

### النهائي
| نيجيريا    | 1–0 | السنغال |
| ---------- | --- | ------- |
| برنارد 19' |     |         |

## الجوائز
- جائزة اللعب النظيف: نيجيريا
- أفضل لاعب:  ياو يبواه
- أفضل هدف:  برنارد بولبوا ضد السنغال في النهائي

### فريق البطولة
| التشكيلة الأساسية - جوشوا إناهولو - موسى محمد - سليمان ديارا - محمد سانيه - سيدي سار - الحسن ديالو - إبراهيما وادجي - ياو يبواه - إيدو إيليجا - كليفورد أبواغي - تايوو أيونيي | البدلاء - سوري إبراهيم تراوري - جوزيف أيدو - إفياني ماثيو - أوميجو برينس - تيروني ساندوس - سيلفر جانفولا - مالك توريه - بروسبير قاسم |

## الهدافون
4 أهداف
- موسى محمد

3 أهداف
| - سيلفر جانفولا - تايوو أيونيي | - سيدي سار - إبراهيما وادجي | - تيروني ساندوس |

هدفان
| - كريس بيديا - ياو يبواه - الحسن ديالو | - حميدو تراوري - إفياني ماثيو | - دوميساني زوما - موسى كونيه |

هدف
| - كونستانتين بكاكي - موايز نكونكو - كليفورد أبواغي - صامويل أفول - أسييدو أتوبراه - بنجامين تيته | - فيكتوريان أنغبان - ياكو ميتي - دوجبول نياجبو - إيتشاكا ديارا - مالك توريه - برنارد بولبوا | - أوبينا نوبودو - كريستيان بياجبارا - الحاج مالك نيانغ - موتجيكا ماديشا - دايف داكا - تشارلز زولو |

هدف ذاتي
- ثامسانكا ماسييا (ضد غانا)
- كابيلو سيريبا (ضد زامبيا)